# فرانشيمار باروسو
فرانشيمار باروسو (بالبرتغالية: Francimar Barroso؛ مواليد 29 فبراير 1980) هو مُقاتل فنون قتالية مختلطة برازيلي.

## وصلات خارجية
- فرانشيمار باروسو على موقع يو إف سي (الإنجليزية)
- فرانشيمار باروسو على موقع شيردوغ (الإنجليزية)
- فرانشيمار باروسو على موقع Tapology.com (الإنجليزية)
- فرانشيمار باروسو على موقع IMDb (الإنجليزية)
- فرانشيمار باروسو على موقع قاعدة بيانات الفيلم (الإنجليزية)